# 遼陽號驅逐艦
遼陽號驅逐艦（舷號：DD-921->DDG-921），亦稱遼陽軍艦，為中華民國海軍的陽字號驅逐艦之一，為美援艦艇之一，前身為美國海軍基靈級驅逐艦漢森號 (DD-832)，遼陽軍艦為換裝武進三型作戰系統並成為飛彈驅逐艦的7艘陽字號之一。

## 艦歷
1944年10月7日安放龍骨，1945年3月11日下水
1973年4月18日於美國聖地牙哥港移交中華民國海軍，並由時任海軍總司令宋長志上將命名為遼陽軍艦。
「遼陽軍艦」與建陽軍艦及玉台號參與1981年敦睦遠航訓練支隊。
遼陽號1987年12月1日進行武進三型作戰系統改裝，遼陽軍艦除役後武進三型系統分別移至濟陽級巡防艦與錦江級巡邏艦繼續使用。
1997年9月1日遼陽軍艦奉中華民國海軍總司令部辦理主戰兵力調整移編，於同年10月1日生效；兵力分配計：212戰隊下轄惠陽、安陽、「遼陽」、瀋陽、正陽，252戰隊下轄建陽、漢陽、德陽、雲陽、邵陽等10艘陽字號驅逐艦。
2004年6月1日遼陽軍艦除役，服役期間共歷經二十三任艦長；同年十月擔任靶艦勤務時，在拖往台灣東部太平洋海域途中因帶拖纜繩斷裂而在海上漂流，因可能危及航道上其他船隻安全之故，由中華民國空軍派遣戰機輪流轟炸，然而由於遼陽軍艦上已無油料彈藥，因此花了數小時才擊沉遼陽軍艦。

## 歷任艦長
- 第一任韓維強
- 第二任梁球芳
- 第三任仝利民
- 第四任巫舜華
- 第五任於介生
- 第六任李崑材
- 第七任胡才貴
- 第八任高揚
- 第九任蕭維厚
- 第十任雷雲博
- 第十一任官本鯤
- 第十二任張聯祺
- 第十三任紀惟正
- 第十四任陳國槐
- 第十五任李仲威
- 第十六任薩曉雲
- 第十七任韓彬
- 第十八任張進宗
- 第十九任曾念三
- 第二十任馬念吾
- 第二十一任鄧元黎
- 第二十二任陳健華
- 第二十三任張維德

## 其他條目
- 中華民國海軍艦艇列表
- 丹陽號驅逐艦
- 慶陽號驅逐艦
- 安陽號驅逐艦
- 瀋陽號驅逐艦
- 德陽號驅逐艦

## 資料來源
1. ↑  . 中華民國海軍司令部.   [2021年1月25日]. （原始内容存档于2021年1月30日） （中文）.

## 外部連結
- 中國軍艦博物館 台灣廳 （页面存档备份，存于）